# ノーバディーズ・フール
『ノーバディーズ・フール』（原題：Nobody's Fool）は、1994年制作のアメリカ合衆国のドラマ映画。ロバート・ベントン監督。ポール・ニューマン、ブルース・ウィリス、メラニー・グリフィスなどの豪華キャストが出演。
ポール・ニューマンは第45回ベルリン国際映画祭で銀熊賞 (男優賞)を受賞した。
また、ジェシカ・タンディはこれが遺作となった。

## あらすじ
舞台はニューヨーク州のとある町。60歳の土木作業員ドナルド・サリヴァン、通称“サリー”は、妻と離婚し息子夫婦とも疎遠となり、中学時代の恩師であるベリルの家に居候していた。さらに仕事中に負った怪我のため、雇い主のカールと裁判で争っていた。
敗訴したサリーは腹いせにカールの工事現場からセメントブロックを盗もうとするが、トラックを立ち往生させてしまい、仕方なくヒッチハイクをする事にしたが、彼を乗せてくれたのは、何と疎遠となっていた息子ピーターとその家族だった。
サリーはこれを皮切りに様々な出来事を通じて、失いかけていた人間の絆を次第に取り戻していく。

## スタッフ
- 監督・脚本：ロバート・ベントン
- 製作：スコット・ルーディン、アーリン・ドノヴァン
- 原作：リチャード・ルッソ
- 製作総指揮：マイケル・ハウスマン
- 撮影：ジョン・ベイリー
- 音楽：ハワード・ショア

## キャスト
| 役名                         | 俳優                           | 日本語吹替   | 日本語吹替    |
| 役名                         | 俳優                           | VHS・旧DVD版 | JAL機内上映版 |
| ---------------------------- | ------------------------------ | ------------ | ------------- |
| ドナルド・サリヴァン“サリー” | ポール・ニューマン             | 川合伸旺     | 仲村秀生      |
| カール・ローバック           | ブルース・ウィリス             | 樋浦勉       |               |
| トビー・ローバック           | メラニー・グリフィス           | 小山茉美     |               |
| ベリル・ピープルズ           | ジェシカ・タンディ             | 東恵美子     |               |
| ピーター・サリヴァン         | ディラン・ウォルシュ           | 堀内賢雄     |               |
| ラブ・キャー                 | プルイット・テイラー・ヴィンス | 安西正弘     |               |
| ワーフ                       | ジーン・サックス               | 上田敏也     |               |
| クライヴ・ピープルズJr.      | ジョセフ・ソマー               | 丸山詠二     |               |
| レイマー警部                 | フィリップ・シーモア・ホフマン | 宮本充       |               |
| フラット判事                 | フィリップ・ボスコ             | 伊井篤史     |               |
| シャーロット・サリヴァン     | キャサリン・デント             | 滝沢ロコ     |               |
| ウィル・サリヴァン           | アレクサンダー・グッドウィン   | 稲葉祐貴     |               |
| オリー・クイン署長           | ジェリー・メイヤー             | 峰恵研       |               |
| ハティ                       | アリス・ドラモンド             | 滝沢ロコ     |               |
| バーディ                     | マーゴ・マーティンデイル       | 片岡富枝     |               |
| ラルフ                       | リチャード・マウェ             | 円谷文彦     |               |

- VHS・旧DVD版：1995年11月2日発売

声の出演その他：花形恵子、石波義人、寺内よりえ、麻見順子、松本大、市村浩祐
演出：高桑一、翻訳：小川裕子、制作：ケイエスエス